# Ходяков, Яков Осипович
Яков Осипович Ходяков (1848-?) — русский купец 1-й гильдии, почётный гражданин Ростова.

## Биография
Яков Ходяков родился в 1848 году в слободе Алексеевка (в 50 км от Таганрога) в семье купца второй гильдии Осипа (Иосифа) Ивановича Ходякова (?-1895). Получил домашнее образование. Предпринимательскую деятельность начал вместе с отцом в Ростове-на-Дону, занимаясь хлебопекарным производством. В 1880 году построил первую мукомольную мельницу и к началу XX века стал владельцем сети паровых вальцовых мельниц в Ростове, Владикавказе и Армавире. В 1913 году общий объём перерабатываемого зерна составлял 192 тонны в сутки.
Ходяков проживал в Ростове, где на три срока избирался гласным городской думы, состоял членом общественных, благотворительных и просветительских организаций, в частности, был членом учётного комитета Городского общественного банка. Предприятиями на местах управляли его сыновья. Ходяковы были видными русскими предпринимателями. Во Владикавказе постоянно жил Илья Яковлевич Ходяков, который на три срока избирался гласным местной городской думы, состоял членом Владикавказского общества взаимного кредита, был казначеем Владикавказского скакового общества.
В 1908 году Ходяков построил особняк на земельном участке, унаследованном от отца. Во время гражданской войны в нём располагалась типография и штаб Красной армии.